# Typhlogastrura steinmanni
Typhlogastrura steinmanni är en urinsektsart som beskrevs av Christiansen och Wang 2006. Typhlogastrura steinmanni ingår i släktet Typhlogastrura och familjen Hypogastruridae. Inga underarter finns listade i Catalogue of Life.